# Overdose (なとりの曲)
「Overdose」（オーバードーズ）は、日本のシンガーソングライター・なとりの楽曲。自身初のデジタルシングルとして2022年9月7日に各音楽配信サービスにてリリースされた。

## 概要
2021年5月にTikTokで音楽活動を開始した19歳（2022年現在）のシンガーソングライター・なとりが、2022年5月14日、当楽曲のショート動画をTikTokに投稿した。その後、同年9月7日に自身初の配信シングルとしてフルバージョンがリリースされた。
2022年9月27日付のLINE MUSICウィークリーランキングでは1位を獲得するなど、ストリーミングチャートを中心に注目度が上昇している。
2022年12月、ストリーミング累計再生回数が1億回を突破した。

## カバー
- 塩見周子（ルゥティン） - 2023年9月27日にゲーム『アイドルマスター シンデレラガールズ スターライトステージ』に追加収録。
- Morfonica［倉田ましろ（進藤あまね）］ - 2023年12月28日にゲーム『バンドリ! ガールズバンドパーティ!』に追加収録[11]。